# اکبرآباد بالا
اکبرآبادبالا، روستایی است از توابع بخش مرکزی شهرستان چالوس در استان مازندران ایران.

## جمعیت
این روستا در دهستان کلارستاق شرقی قرار دارد و براساس سرشماری مرکز آمار ایران در سال ۱۳۸۵، جمعیت آن ۲۵ نفر (۴خانوار) بوده‌است. مردم اکبرآبادبالا از قومیت طبری هستند. مردم اکبرآبادبالا به زبان طبری با گویش چالوسی سخن می‌گویند.